# Doina, Neamț
Doina este un sat în comuna Girov din județul Neamț, Moldova, România. Localitatea are o populație de 286 locuitori.

## Personalități
- Vasile Muraru (n. 1956), actor român de comedie.

 Acest articol despre o localitate din județul Neamț este deocamdată un ciot. Puteți ajuta Wikipedia prin completarea lui.